# Xylophanes rhodotus
Xylophanes rhodotus là một loài bướm đêm thuộc họ Sphingidae. Nó được tìm thấy ở Peru và Bolivia.
Nó giống giữa Xylophanes eumedon và Xylophanes titana. Con trưởng thành bay vào tháng 6.
Ấu trùng có thể ăn các loài Rubiaceae và Malvaceae.